# Gauliga Sachsen 1939/40
De Gauliga Sachsen 1939/40 was het zevende voetbalkampioenschap van de Gauliga Sachsen. De Gauliga werd in twee groepen van zes clubs verdeeld. De twee groepswinnaars bekampten elkaar om de titel. Dresdner SC werd opnieuw kampioen en plaatste zich voor de eindronde om de Duitse landstitel, waar de club vicekampioen werd.

## Eindstand

### Groep 1
| Plaats | Club               | Wed. | W | G | V | Saldo | Ptn.  |
| ------ | ------------------ | ---- | - | - | - | ----- | ----- |
| 1.     | Planitzer SC       | 10   | 7 | 1 | 2 | 47:60 | 15:50 |
| 2.     | SV Fortuna Leipzig | 10   | 6 | 1 | 3 | 23:23 | 13:70 |
| 3.     | VfB Leipzig        | 10   | 5 | 2 | 3 | 27:21 | 12:80 |
| 4.     | VfB 1907 Glauchau  | 10   | 2 | 4 | 4 | 18:30 | 08:12 |
| 5.     | TuRa 1899 Leipzig  | 10   | 2 | 2 | 6 | 12:23 | 06:14 |
| 6.     | Konkordia Plauen   | 10   | 2 | 2 | 6 | 09:33 | 06:14 |

|  | Finale om de titel          |
|  | Degradatie naar Bezirksliga |

### Groep 2
| Plaats | Club                 | Wed. | W | G | V | Saldo | Ptn.  |
| ------ | -------------------- | ---- | - | - | - | ----- | ----- |
| 1.     | Dresdner SC          | 10   | 8 | 2 | 0 | 39:90 | 18:20 |
| 2.     | Chemnitzer BC        | 10   | 6 | 1 | 3 | 24:20 | 13:70 |
| 3.     | Polizei SV Chemnitz  | 10   | 4 | 4 | 2 | 26:20 | 12:80 |
| 4.     | BC Hartha            | 10   | 3 | 2 | 5 | 21:29 | 08:12 |
| 5.     | Sportfreunde Dresden | 10   | 3 | 1 | 6 | 25:28 | 07:13 |
| 6.     | SV Guts Muts Dresden | 10   | 1 | 0 | 9 | 13:42 | 02:18 |

### Finale
| Team #1      | Tot.  | Team #2     | 1ste wed | 2de wed |
| ------------ | ----- | ----------- | -------- | ------- |
| Planitzer SC | 3 - 6 | Dresdner SC | 3 - 3    | 0 - 3   |

## Promotie-eindronde
| Plaats | Club                   | Wed. | Saldo | Ptn. |
| ------ | ---------------------- | ---- | ----- | ---- |
| 1.     | SC Wacker 1895 Leipzig | 6    | 17:8  | 9:3  |
| 2.     | Riesaer SV             | 6    | 18:9  | 9:3  |
| 3.     | Döbelner SC 02         | 6    | 21:19 | 6:6  |
| 4.     | SG Lauter              | 6    | 8:27  | 0:12 |

|  | Promotie naar Gauliga Sachsen 1940/41 |